# Camponotus bottegoi
Camponotus bottegoi är en myrart som beskrevs av Carlo Emery 1895. Camponotus bottegoi ingår i släktet hästmyror, och familjen myror. Inga underarter finns listade.